# Verversstraat (Amsterdam)

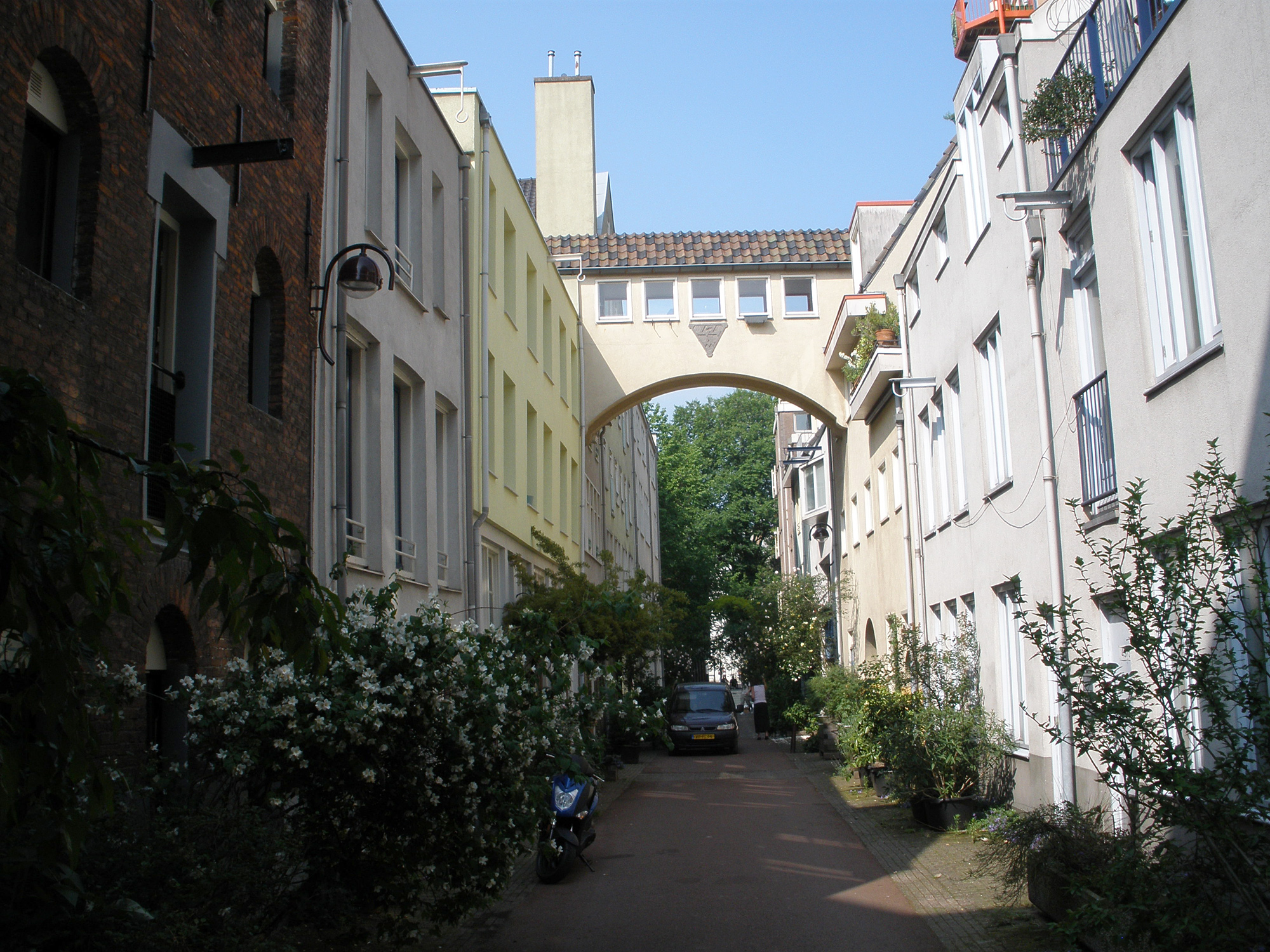
Verversstraat

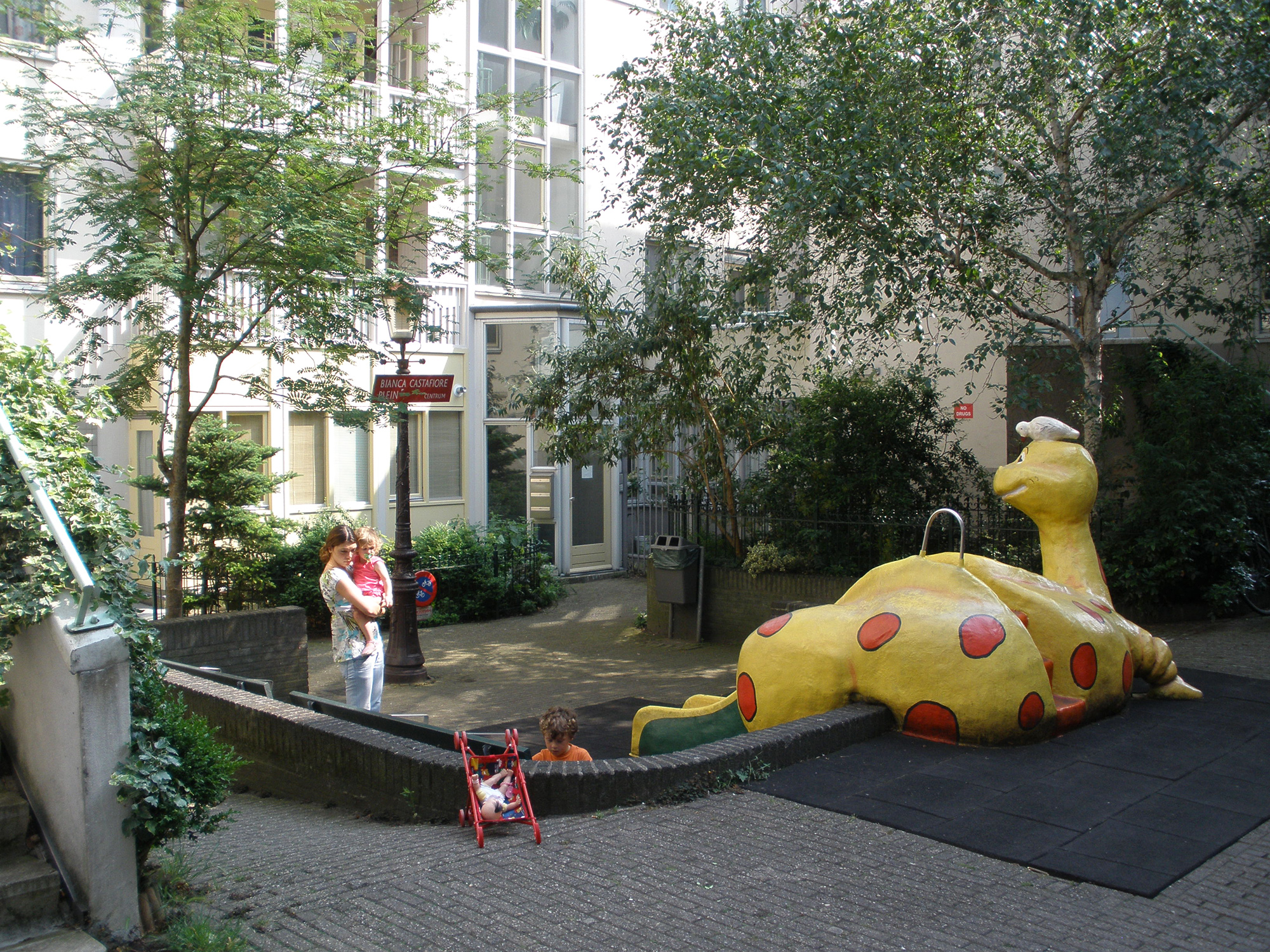
Bianca Castafioreplein

De Verversstraat is een straat in de binnenstad van Amsterdam. Het smalle straatje, weinig meer dan een steeg, loopt tussen de grachten Groenburgwal en Zwanenburgwal, in noordoostelijke richting van de Staalstraat naar de Raamgracht. Karakteristiek voor de Verversstraat is de luchtbrug die de gevelwanden aan noordelijke kant met elkaar verbindt.
Halverwege de Verversstraat is een postzegelpleintje, het Bianca Castafioreplein, met een onderdoorgang naar de Zwanenburgwal. Het pleintje is circa 1990-1991 vernoemd naar de fictieve operazangeres Bianca Castafiore uit de Kuifje-stripboeken.
De naam van de straat herinnert aan de textielindustrie die deze omgeving domineerde in de middeleeuwen, toen het nog buiten de stad lag. Hier lagen lakenweverijen, waar de wollen stof na het wassen, kaarden, spinnen, weven en verven, op houten raamwerken werd gespannen om op te rekken. Ook onder andere de Raamgracht herinnert nog aan deze textielindustrie. In de 17e eeuw verhuisden de lakenververs naar de Bloemgracht in de Jordaan.
Rond het begin van de 17e eeuw werd de Amstel tussen Kloveniersburgwal en Groenburgwal aangeplempt; hiermee ontstond het gebied rond de Staalstraat en de
Verversstraat.
Op de hoek Staalstraat/Verversstraat werden opnames gemaakt voor de film The Diary of Anne Frank uit 1959.
In de jaren 1970 werd een groot aantal gebouwen in en rond de Verversstraat gekraakt. In de jaren 1980 sloopte het Gemeentelijk Woningbedrijf Amsterdam enkele panden in de straat, die werden vervangen door nieuwbouw. Het merendeel van de woningen in de straat bestaat anno 2011 uit sociale woningbouw die wordt verhuurd door woningcorporatie Ymere.

## Nieuwer Amstel
Tot 1896 bestond in de toenmalige gemeente Nieuwer Amstel ook een Verversstraat en Ververspad. Na de annexatie door Amsterdam werd de naam gewijzigd in Tolstraat om verwarring met de al bestaande Verversstraat te voorkomen.